# Testy akwarystyczne
Testy akwarystyczne – zwyczajowo przyjęta nazwa zestawów odczynników chemicznych przeznaczonych do badania jakości wody w akwarium.

## Zastosowanie
Przy pomocy testów akwarystycznych bada się następujące właściwości wody: stężenie amoniaku, azotynów, azotanów, zawartość tlenu, dwutlenku węgla, żelaza, a także twardość wody i jej odczyn.
Podstawowy zestaw testów dla akwariów słodkowodnych stanowią odczynniki na badanie takich parametrów jak:
- pH – pomiar stężenia jonów wodorowych,
- KH (TWW) – twardość wody węglanowa,
- GH (TWO) – twardość wody ogólna,
- NO2 – zawartość azotynów,
- NO3 – zawartość azotanów.

Istnieją również testy na zawartość żelaza (Fe), chloru (Cl), fosforu (P) i inne, lecz te stosowane są głównie do badania wody w akwariach roślinnych (holenderskich).

## Typy testów
Testy akwarystyczne dzieli się na:
- testy paskowe,
- testy kropelkowe,
- testy mieszane.

Przez większość akwarystów polecane są testy kropelkowe i mieszane ze względu na dokładność pomiarów, a w związku z tym niską ceną pojedynczego testu.

### Testy paskowe
Najczęściej spotykane w handlu detalicznym, w małych sklepach zoologicznych o charakterze ogólnym. Testy te mają postać paska wykonanego z niereaktywnego chemicznie plastiku z umieszczonymi nań substancjami reagującymi. Metodyka pomiaru polega na odpowiednio długim umieszczeniu paska w wodzie pochodzącej z akwarium. Zasada pomiaru polega na porównaniu powstałego zabarwienia danego fragmentu paska z barwną skalą odpowiadającą za dany parametr.
Testy te są zwykle mało dokładne oraz dają duże rozbieżności w pomiarach.

### Testy kropelkowe
Metodyka testu polega głównie na dodaniu do wody akwariowej kolejnych odczynników w odpowiedniej kolejności. Pomiaru dokonuje się poprzez porównanie koloru powstałego roztworu z barwną skalą dołączoną do testu lub poprzez liczenie kropel dodanego odczynnika (testy na twardość wody).

### Testy mieszane
Stanowią połączenie testów zawierających odczynniki w formie płynnej oraz w postaci proszku. W metodyce testu zamiast odczynnika płynnego dodaje się niewielką ilość odczynnika w postaci stałej. Zasada pomiaru jest taka sama jak w testach kropelkowych.

## Producenci
Do najbardziej popularnych producentów testów akwarystycznych należą firmy
- Tetra
- Sera
- JBL
- Zoolek